# Franz Rybicki
Franz Rybicki (12 augustus 1924 – 25 september 2014) was een voormalig Oostenrijks voetbaltrainer. In Nederland was hij de hoofdtrainer van D.F.C., Stormvogels, BVV en AGOVV.

## Erelijst
Rapid Wien
| Nationaal                 |    |                  |
| Landskampioen             | 2x | 1945/46, 1947/48 |
| Oostenrijkse voetbalbeker | 1x | 1945/46          |